# كانولي

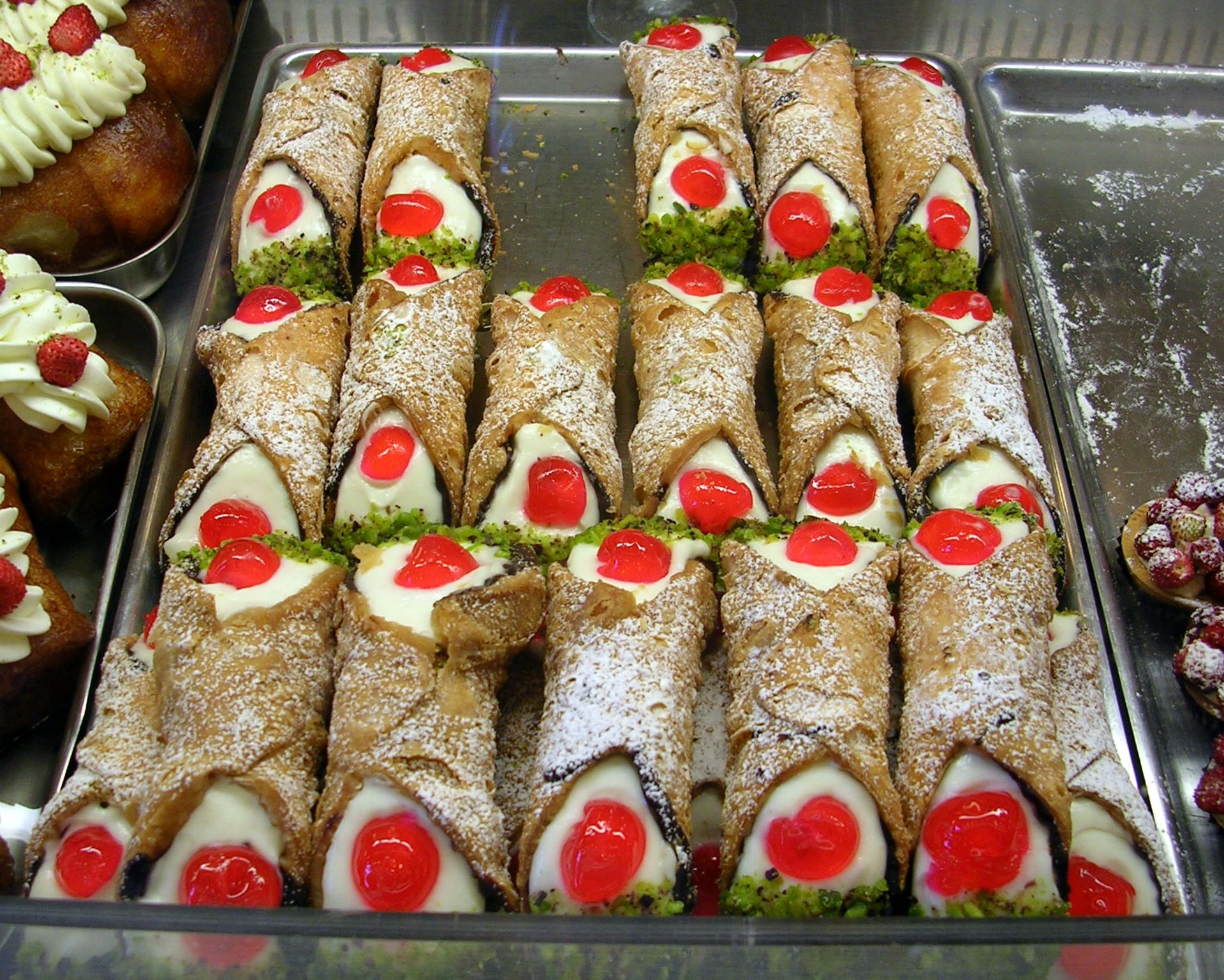
كانولي

كانولي (بالإيطالية: Cannolo)‏ هي حلوى معجنات صقليه , الكانولي له شهرة كبيرة في المجتمع الإيطالي الأمريكي، أصل الكانولى يعود إلى مدينة باليرمو الصقلية حيث كان يقدم كحلوى في الكرنفالات , الكانولي عبارة عن معجنات مقلية ومحشوة بجبن الريكوتا .